# Доходный дом Е. В. Кривцовой
Доходный дом Е. В. Кривцовой — памятник архитектуры. Расположен в Центральном районе Санкт-Петербурга, современный адрес дома — улица Восстания, 6.
Построен в 1898—1899 году И. А. Гальнбеком, имеет схожие черты с построенным позднее зданием училища при реформатских церквях. Верхний этаж украшен полихромными майоликовыми панно с шиповником, датой окончания постройки (1899) и надписью «построилъ архитектор Гальнбекъ». На створках деревянной входной двери вырезаны деревца с листвой, плодами и корнями. Дворовые фасады повторяют основные формы лицевого, облицованы охристым кирпичом. Арки здания высокие, между окнами идут горизонтальные полосы, в декоре использован зубчатый руст, кровля вынесена на кобылках.
В 1964 году на дом была установлена мемориальная доска в честь одного из жильцов, Н. Н. Качалова.